# Lajos Martiny
Lajos Martiny (* 11. Juni 1912 in Budapest; † 14. September 1985 ebenda) war ein ungarischer Jazzmusiker (Piano, Komposition). Er nahm 1941 und 1946 auch unter dem Pseudonym Tiny Matton auf.

## Leben und Wirken
Martiny erhielt als Kind Geigen- und Klavierunterricht. Seit 1928 trat er als Musikstudent in den Cafés von Budapest auf. Zwischen 1932 und 1936 trat er in Ungarn, Dänemark und Deutschland mit den Blue Boys auf, um dann zwischen 1936 und 1939 mit seiner eigenen Band, den Smiling Boys, in der Schweiz auf Tournee zu sein. Zwischen 1939 und 1944 leitete er seine Martiny Rhythm Band, mit der er in Ungarn unterwegs war; 1944–45 leitete er in einem amerikanischen Kriegsgefangenenlager die Bigband. Ab 1946 wirkte er als Bandleader in Budapest, um 1948–49 das Tanzorchester von Magyar Rádió zu leiten. 1950 gründete er sein eigenes Quartett, mit dem er bis 1962 aktiv war und 1956 in Polen, der DDR und der UdSSR, 1958 in Westdeutschland tourte. Zwischen 1981 und 1984 leitete er gemeinsam mit Jenő Beamter ein Quartett. Martiny legte viele Alben unter seinem Namen vor, etwa 1960 für Qualiton Perzsa vásár. Als Arrangeur war er auch für den Film Karussell (1941) und für die Wiederaufnahme der Pariserinnen von Ralph Benatzky 1964 in Luzern tätig. In den 1960er Jahren komponierte er für das Fernsehen.

## Lexikalische Einträge
- Géza Gábor Simon, Rainer E. Lotz: Martiny, Lajos [Matton, Tiny] in: Barry Kernfeld (Hrsg.): New Grove Dictionary of Jazz 2002 (Oxford Music Online, englisch)
- Martiny Lajos (Magyar életrajzi lexikon) (ungarisch)